# Элизайан (тауншип, Миннесота)
Элизайан (англ. Elysian) — тауншип в округе Ле-Сур, Миннесота, США. На 2000 год его население составило 985 человек.

## География
По данным Бюро переписи населения США площадь тауншипа составляет 91,5 км², из которых 78,5 км² занимает суша, а 13,0 км² — вода (14,23 %).

## Демография
По данным переписи населения 2000 года здесь находились 985 человек, 387 домохозяйств и 289 семей.  Плотность населения —  12,5 чел./км².  На территории тауншипа расположено 726 построек со средней плотностью 9,2 построек на один квадратный километр. Расовый состав населения: 99,09 % белых, 0,41 % коренных американцев, 0,10 % азиатов и 0,41 % приходится на две или более других рас. Испанцы или латиноамериканцы любой расы составляли 0,61 % от популяции тауншипа.
Из 387 домохозяйств в 27,6 % воспитывались дети до 18 лет, в 69,8 % проживали супружеские пары, в 2,3 % проживали незамужние женщины и в 25,3 % домохозяйств проживали несемейные люди. 19,9 % домохозяйств состояли из одного человека, при том 5,9 % из — одиноких пожилых людей старше 65 лет. Средний размер домохозяйства — 2,55, а семьи — 2,92 человека.
23,2 % населения — младше 18 лет, 6,6 % — в возрасте от 18 до 24 лет, 26,3 % — от 25 до 44, 30,5 % от 45 до 64, и 13,4 % — старше 65 лет. Средний возраст — 42 года. На каждые 100 женщин приходилось 110,5 мужчин.  На каждые 100 женщин старше 18 приходилось 116,6 мужчин.
Средний годовой доход домохозяйства составлял 51 176 долларов, а средний годовой доход семьи —  55 938 долларов. Средний доход мужчин —  35 375  долларов, в то время как у женщин — 24 038. Доход на душу населения составил 22 265 долларов. За чертой бедности находились 2,9 % семей и 3,8 % всего населения тауншипа, из которых 10,3 % старше 65 лет.